# Deco*27
Deco*27 (estilizado em caixa alta, pronunciado "Dekonīna") é um músico japonês, produtor e compositor de Vocaloid. É considerado um dos mais importantes produtores de Vocaloid pioneiros da indústria de Vocaloid, sendo considerado um dos produtores de Vocaloid mais influentes do início da década de 2010, junto de Wowaka e Kenshi Yonezu.

## Início da vida
Deco*27 cesceu em Fukuoka, Japão. Aos 13 anos, inspirado pelo seu pai, ele aprendeu por conta própria a tocar guitarra. No ensino médio, ele se juntou a uma banda. Enquanto estava na faculdade, ele descobriu a plataforma de compartilhamento de vídeos Nico Nico Douga e ficou impressionado ao ver um vídeo musical de uma canção de Livetune. Então ele começou a estudar música computacional para criar músicas utilizando Vocaloid.

## Carreira

### 2008–2011: Início de carreira e avanço
Em 2008, Deco*27 estreiou como um produtor de Vocaloid, submetendo sua música. Seu nome artístico foi uma fusão da palavra japonesa para testa "Deco", pelo fato de possuir uma testa larga, e seus números favoritos, mas eventualmente adicionou um asterisco no meio do nome. Em 17 de maio de 2019, ele lançou seu primeiro álbum dōjin produzido por si mesmo. Em julho de 2009 ele lançou o vídeo musical para "Love Words". A música expressa o seu apresso pelos seus ouvintes. Esta música foi a primeira de uma série de músicas homônimas, sendo "Love Words IV", lançada em 28 de maio de 2022, o último lançamento.
Em 14 de abril de 2010, Deco*27 lançou "Yowamushi Mont Blanc" apresentando GUMI. A música foi vista mais de 1 milhão de vezes no Nico Nico Douga em 5 meses após seu lançamento. Uma adaptação para light novel foi lançada em 26 de março de 2016. A música seria então utilizada em uma tendência de vídeo que apresentava a combinação da música com imagens de Hiroyuki Nishimura, acompanhada da frase "não tenho nenhum dado", que ganharia ainda mais notoriedade e se tornaria um meme em 2022.
Deco*27 lançou "Mozaik Role" em 15 de julho de 2010. Diversos Utaites [en] criaram versões cover da música, formando um boom inicial de covers de músicas, além de ser uma peça de grande influência no começo da cultura Utaite. Ela tem cerca de 12 milhões de visualizações no Nico Nico Douga em julho de 2023, tornando-se sua música mais tocada, e a sexta música de Vocaloid mais vista nessa plataforma em setembro de 2024. A popularidade dessa música também contribuiria para que a GUMI tivesse um aumento nas vendas. O remake da música foi lançado 10 anos após seu lançamento inicial.
Em 25 de novembro de 2010, Deco*27 lançou "Mukashi Mukashi no Kyou no Boku" como a música-tema de Syukan Hajimete no Hatsune Miku. Em 1 de dezembro de 2010, "Aimai Elegy", com Marina, foi lançada. Duas semanas depois, um álbum de estúdio com o mesmo nome da música foi lançado. Ele estreou em 11.º lugar na parada de álbuns da Oricon.
Em 2011, Deco*27 formou a banda Galaxias! com Kou Shibasaki e TeddyLoid. Seu álbum de estreia foi lançado em 23 de novembro daquele ano. No mesmo ano, ele formou outra banda, Love Lashes Forever, com Mai, Hiro e Alex.

### 2011–2015:Love Calendere retorno ao Vocaloid
Em 27 de julho de 2011, Deco*27 lançou seu primeiro single, "Light Lag", com a participação de Topi. Após quatro meses, ele lançou seu segundo single, "Egomama/Love Distance Long Affair". Esses são os singles de seu terceiro álbum de estúdio, Love Calender, lançado em 25 de julho de 2012. Esse é seu primeiro álbum sem Vocaloid. Ele também conta com participações de Shoko Nakagawa e Aoi Yūki. Há também um mangá baseado nesse álbum, que foi serializado na Monthly BIG GANGAN de 2012 a 2013.
Em junho de 2013, Deco*27 estava pensando em abandonar sua carreira musical porque já tinha feito tudo o que queria fazer. No entanto, quando participou de um festival Sónar, ele foi lembrado da qualidade da música Vocaloid, e quando viu sua música sendo tocada e apreciada no show ao vivo Hatsune Miku Magical Mirai 2013 da Hatsune Miku em Yokohama, ele percebeu que sua música estava sendo apreciada por muitas pessoas, rejuvenescendo seu desejo de continuar criando música Vocaloid. Consequentemente, seu álbum de maiores sucessos Deco*27 Vocaloid Collection 2008~2012, lançado em 18 de dezembro de 2013, foi baseado no conceito de "adeus", que foi alterado para "olá a partir de agora".
Em 7 de setembro de 2013, Deco*27 lançou "Mousou Zei". Essa é a primeira música Vocaloid que ele escreveu em um ano e oito meses, e é a história de como ele retomou suas atividades Vocaloid. Durante nove meses ele lançou uma música por mês. O quarto álbum de estúdio Conti New, que inclui essas músicas, foi lançado em 26 de março de 2014. O álbum pretende ser um reinício da atividade, e todas as músicas são escritas usando a Hatsune Miku.
Deco*27 foi co-compositor no single de Shoko Nakagawa "Choberi Good Time", lançado em outubro de 2015.

### 2016–2017:Ghost
Em 8 de janeiro de 2016, Deco*27 lançou "Ghost Rule", que é considerada uma das músicas mais importantes da indústria Vocaloid no final da década de 2010. Ela tem cerca de 11 milhões de visualizações no Nico Nico Douga até setembro de 2024, tornando-a sua segunda música mais tocada, e é a décima música Vocaloid mais vista nessa plataforma na mesma época. Com essa conquista, ele se tornou o primeiro produtor a ter várias músicas do Vocaloid com mais de 10 milhões de visualizações na plataforma Nico Nico Douga. Além disso, ela obteve aproximadamente 49 milhões de visualizações no YouTube até outubro de 2024. Ele declarou que, com a popularidade de "Ghost Rule", ele "esperava que as pessoas da nova geração se conscientizassem da cultura do Vocaloid e produzissem mais e mais obras".
Em 22 de setembro de 2016, ele lançou seu quinto álbum de estúdio, Ghost, que também incluía "Ghost Rule", que se tornou seu primeiro álbum a entrar na Billboard Japan Hot Albums. O título do álbum é uma referência à morte e à reencarnação. O som desse álbum é rock alternativo com elementos de hip hop. O single "Delusional Sentimental Compensation Federation", do álbum, foi lançado em 18 de novembro de 2016. O videoclipe da música teve cerca de 58 milhões de visualizações no YouTube até agosto de 2024, tornando-se a música mais vista do álbum e a quarta música mais vista no seu canal no YouTube.
Em 2017, Deco*27 lançou "Hibana". A música foi a primeira a ser arranjada por Rockwell. Ela foi escrita para contribuir com o álbum HATSUNE MIKU 10th Anniversary Album Re:Start. Tem cerca de 10 milhões de visualizações no Nico Nico Douga em setembro de 2024. Ficou em primeiro lugar no ranking de compilado de 2021 da Netolabo de suas músicas mais populares.

### 2018–2020:Android GirleUndead Alice
Em 18 de janeiro de 2019, Deco*27 lançou "Otome Dissection". Essa música é considerada um dos melhores exemplos de músicas Vocaloid em ritmo lento do final dá década de 2010. Ela chamou a atenção por seu foco em temas de assassinato e suicídio. O single foi incluído em seu sexto álbum de estúdio, Android Girl, lançado em 22 de maio de 2019. Rockwell escreveu todas as músicas desse álbum. O álbum alcançou a oitava posição na Billboard Japan Hot Albums e na Oricon Albums Charts, sua primeira entrada no Top 10 e seu maior sucesso.
Em 16 de dezembro de 2020, Deco*27 lançou Undead Alice. Esse álbum foi revelado como o último de uma trilogia de álbuns, seguindo Ghost e Android Girl. O conceito comum desses álbuns é "tornar-se humano".

### 2021–2023:Mannequin
Em 9 de março de 2021, Deco*27 lançou "The Vampire", sua primeira música dance-pop. A música viralizou no TikTok. O videoclipe da música teve cerca de 82 milhões de visualizações no YouTube em agosto de 2024 e foi a música mais vista em seu canal no YouTube até ser superada por "Rabbit Hole" em abril de 2025. A música usa vampiros como metáfora para o amor oculto.
Deco*27 lançou "Salamander" em 8 de janeiro de 2022 como parte de uma colaboração entre Hatsune Miku: Colorful Stage! e Cup Noodles. A música incorpora novas técnicas, como o rock latino.
Em 9 de março de 2022, Deco*27 lançou seu oitavo álbum de estúdio, Mannequin, cujo conceito é "todos os ídolos são Hatsune Miku", e cada música tem seu próprio conceito de Hatsune Miku.

### 2023–presente: Sucesso contínuo
Em 14 de janeiro de 2023, Deco*27 lançou a música "(Not) A Devil" com PinocchioP. Eles utilizaram bancos de vozes da Hatsune Miku diferente. Tornou-se o single número um na recém-instituída parada de singles Niconico Vocaloid Songs Top 20 da Billboard Japan, e tornou-se a primeira música número um de Deco*27 e PinocchioP. Classificou-se como a 12ª música de melhor desempenho do ano na parada de fim de ano de 2023.
Em 19 de maio de 2023, Deco*27 lançou "Rabbit Hole". Essa música se tornou um sucesso adormecido, e recebeu considerável atenção renovada em 2024 quando o artista e animador da Hatsune Miku, Channelcaststation, fez o upload de uma animação de "Rabbit Hole" em 17 de fevereiro de 2024, intitulada "Pure Pure". Até setembro de 2024, ela tinha mais de cinco milhões de visualizações no YouTube. A música alcançou a quinta posição na Global Japan Songs excl. Japan na semana de 2 de abril de 2024. Foi transmitida mais de 40 milhões de vezes no Spotify até 11 de setembro de 2024.
Para comemorar o 16.º aniversário do nascimento de Hatsune Miku, Deco*27 lançou "Blue Planet" em 31 de agosto de 2023. A música estreou em primeiro lugar no Niconico Vocaloid Songs Top 20 e se tornou sua segunda música número um.
Em 29 de setembro de 2023, Deco*27 lançou o single "Volt Tackle". Foi a primeira música lançada de "Pokemon feat. Hatsune Miku Project VOLTAGE 18 Types/Songs", um projeto colaborativo entre a franquia de mídia japonesa Pokémon e Hatsune Miku.
Em 30 de agosto de 2024, Deco*27 anunciou um 9.º álbum, intitulado Transform, que foi lançado em 27 de novembro de 2024. O álbum é composto por 2 "discos", sendo o Disco 1 a maioria de músicas novas e singles mais recentes. O disco 2 é composto de singles lançados a partir de 2023.

## Estilo artistico
No início de sua carreira, o som de Deco*27 foi descrito como baseado no rock, absorvendo de forma flexível a música tradicional e eletrônica. Seu estilo de rock é influenciado por Blink-182, Sum 41, Green Day, entre outros. Mais tarde em sua carreira, sua música se tornou uma combinação de rock e hyperpop devido à influência de seu colaborador, o compositor japonês Rockwell.
A maioria das músicas de Deco*27 contém temas de amor pelos pais, amigos e namorados. Ele também é conhecido pelo uso frequente de letras sexualmente explícitas. Isso é especialmente evidente em "Animal", que enfoca uma garota com um apetite sexual voraz. Quando "Sad Girl Sex" foi lançada em 2024, suas letras sexuais e seu título causaram algumas controvérsias. Seu estilo lírico é influenciado por Chiharu Matsuyama, 19, Yuzu e Bump of Chicken.

## Empreendimentos comerciais

### Otoiro
Deco*27 iniciou seu estúdio criativo, Otoiro, sob a NBCUniversal Entertainment Japan. Isso foi causado pela rescisão de seu contrato com a U/M/A/A. Akka se tornou o primeiro artista a assinar contrato com o novo estúdio. Quatro meses após sua criação, mais de dez criadores haviam assinado contrato. O nome "Otoiro" foi tirado das palavras japonesas "oto" (音) para melodias e "iro" (色) para cores.

### Holo*27
Holo*27 é um projeto musical entre Deco*27 e a agência youtubers virtuais Hololive. Ele tem fornecido música para Hololive desde 2021, e Holo*27 foi estabelecido como uma extensão de seu trabalho. Holo*27 Originals Vol.1 foi lançado em 15 de março de 2023. O álbum conta com Usada Pekora, Hoshimachi Suisei, Gawr Gura e outros. Estreou em quarto lugar na Billboard Japan Hot Albums, e Holo*27 Covers Vol.1, lançado no mesmo dia, também estreou em sexto lugar nessa parada. Um concerto para o projeto, "holo*27 stage", foi realizado em 19 de março de 2023 como parte da exposição anual da Hololive e da série de concertos completos.

## Discografia

### Álbuns de estúdio
| Título                                        | Detalhes | Posições de pico nas paradas | Posições de pico nas paradas |
| Título                                        | Detalhes | JPN Hot                      | JPN                          |
| --------------------------------------------- | --- | ---------------------------- | ---------------------------- |
| Sou Ai Sei Ri Ron                             | - Lançamento: 21 de abril de 2010 - Selo: U/M/A/A - Formato: CD, download digital, streaming                             | —                            | 42                           |
| Aimai Elegy                                   | - Lançamento: 15 de dezembro de 2010 - Selo: U/M/A/A - Formato: CD, download digital, streaming                          | —                            | 11                           |
| Love Calender                                 | - Lançamento: 15 de julho de 2012 - Selo: U/M/A/A - Formato: CD, download digital, streaming                             | —                            | 27                           |
| Conti New                                     | - Lançamento: 26 de março de 2014 - Selo: U/M/A/A - Formato: CD, download digital, streaming                             | —                            | 44                           |
| Ghost                                         | - Lançamento: 28 de setembro de 2016 - Selo: U/M/A/A - Formato: CD, download digital, streaming                          | 21                           | 22                           |
| Android Girl                                  | - Lançamento: 22 de setembro de 2019 - Selo: NBCUniversal Entertainment Japan - Formato: CD, download digital, streaming | 8                            | 8                            |
| Undead Alice                                  | - Lançamento: 16 de dezembro de 2020 - Selo: NBCUniversal Entertainment Japan - Formato: CD, download digital, streaming | 22                           | 22                           |
| Mannequin                                     | - Lançamento: 9 de março de 2022 - Selo: NBCUniversal Entertainment Japan - Formato: CD, download digital, streaming     | 10                           | 9                            |
| Transform                                     | - Lançamento: 27 de novembro de 2024 - Selo: NBCUniversal Entertainment Japan - Formato: CD, download digital, streaming | 35                           | 29                           |
| "—" indica que o álbum não apareceu na parada | |                              |                              |

### Coletânea musical
| Título                                | Detalhes                                                                                        | Posições de pico nas paradas | Posições de pico nas paradas |
| Título                                | Detalhes                                                                                        | JPN                          |                              |
| ------------------------------------- | ----------------------------------------------------------------------------------------------- | ---------------------------- | ---------------------------- |
| Deco*27 Vocaloid Collection 2008~2012 | - Lançamento: 18 de dezembro de 2013 - Selo: U/M/A/A - Formato: CD, download digital, streaming | 28                           |                              |

### Canções
| Título           | Ano  | Posições de pico nas paradas | Álbum        |
| Título           | Ano  | JPN Hot                      | Álbum        |
| ---------------- | ---- | ---------------------------- | ------------ |
| "Love Words III" | 2018 | 58                           | Android Girl |